# Tekken 5
Tekken 5 is het vijfde deel in de Tekken-serie. Het werd ontwikkeld en gepubliceerd door Namco. Tekken 5 is een vechtspel dat te spelen is op de PlayStation 2. King of Iron Fist Tournament 5 is het vervolg op Tekken 4.

## Verhaal
Na het vierde toernooi laat Jin zijn grootvader Heihachi samen met zijn vader Kazuya achter bij Mishima Zaibatsu. Als Heihachi en Kazuya wakker worden, worden ze verrast door een aantal Jack-5's. Eerst vechten ze samen tegen de Jack-5, maar wanneer Kazuya de kans krijgt om te overleven verraadt hij zijn vader en vlucht hij om zo zijn eigen leven te redden. Als de Jack's Heihachi vastpakken exploderen ze. Iedereen denkt dat Heihachi dood gegaan is, maar Heihachi heeft het overleefd. Na deze gebeurtenissen wordt de vijfde Tekken toernooi aankondiging door de nieuwe eigenaar van Mishima Zaitabsu: Jinpachi Mishima (de vader van Heihachi). De beloning is, wie het toernooi wint krijgt het bedrijf Mishima Zaibatsu. Jin Kazama doet mee aan het toernooi en hij is ook onder controle van zijn Devil Gene. Jin komt uiteindelijk in de finale tegen Jinpachi Mishima. Jin wint dit toernooi en wordt de eigenaar van Mishima Zaibatsu.

## Gameplay
In het spel zijn een aantal nieuwe dingen ontwikkeld. Zo is het mogelijk om tijdens het vechten geld te verdienen wat kan worden besteed aan het kopen van outfits en andere accessoires zoals zonnebrillen, maskers, zwaarden enz. Op deze manier kan de speler zijn of haar favoriete personage helemaal aankleden naar zijn of haar wensen.
Daarnaast zijn de levels ook aanzienlijk verbeterd. Levels zijn ontwikkeld als interactieve arena's waarin de speler bijvoorbeeld op het ijs tussen de pinguïns aan het vechten is. Bij het vallen barst de grond of ijs.
Aan het toernooi doen ook drie nieuwe personages mee die eerder nog nooit in de Tekken serie zaten: Feng Wei, Asuka Kazama en Raven. Verder komen alle bekende personages van de Tekken serie weer terug om aan het toernooi mee te doen.
Verder is er nog een bonusspel te spelen waarin Jin de hoofdrol speelt. Het is een parallel actie-avontuur waarbij de speler met het personage Jin door levels heen moet lopen en onderweg vijanden moet verslaan.

## Graphics
Tekken 5 is een van de spellen voor de PlayStation 2 die alle mogelijke prestaties uit de console probeert te halen. De game heeft echte 5.1 surround-ondersteuning en een hoop tekst is ingesproken door ervaren stemacteurs. Na tegenvallende verkoopresultaten besloot Namco terug te gaan naar de roots van de serie in plaats van de extreme formule van Tekken 4. De balans in Tekken 4 was ver te zoeken met een groot verschil tussen de sterkste en zwakste personages, ongelijke vloeren met weinig evenwicht, vernielbare objecten die combo's verlengden en het combosysteem zelf die oneindige combo's mogelijk maakte.

## Personages
- Jin Kazama
- Kazuya Mishima
- Heihachi Mishima
- Jinpachi Mishima
- Paul Phoenix
- Nina Williams
- Yoshimitsu
- Marshall Law
- Lee Chaolan
- Lei Wulong
- Ling Xiaoyu
- Hwoarang
- King
- Julia Chang
- Bryan Fury
- Christie Monteiro
- Steve Fox
- Craig Marduk
- Anna Williams
- Baek Doo San
- Bruce Irvin
- Wang Jinrei
- Kuma
- Ganryu
- Mokujin
- Panda
- Eddy Gordo
- Asuka Kazama
- Feng Wei
- Raven
- Jack-5
- Roger Jr
- Devil Jin